# Hačikó

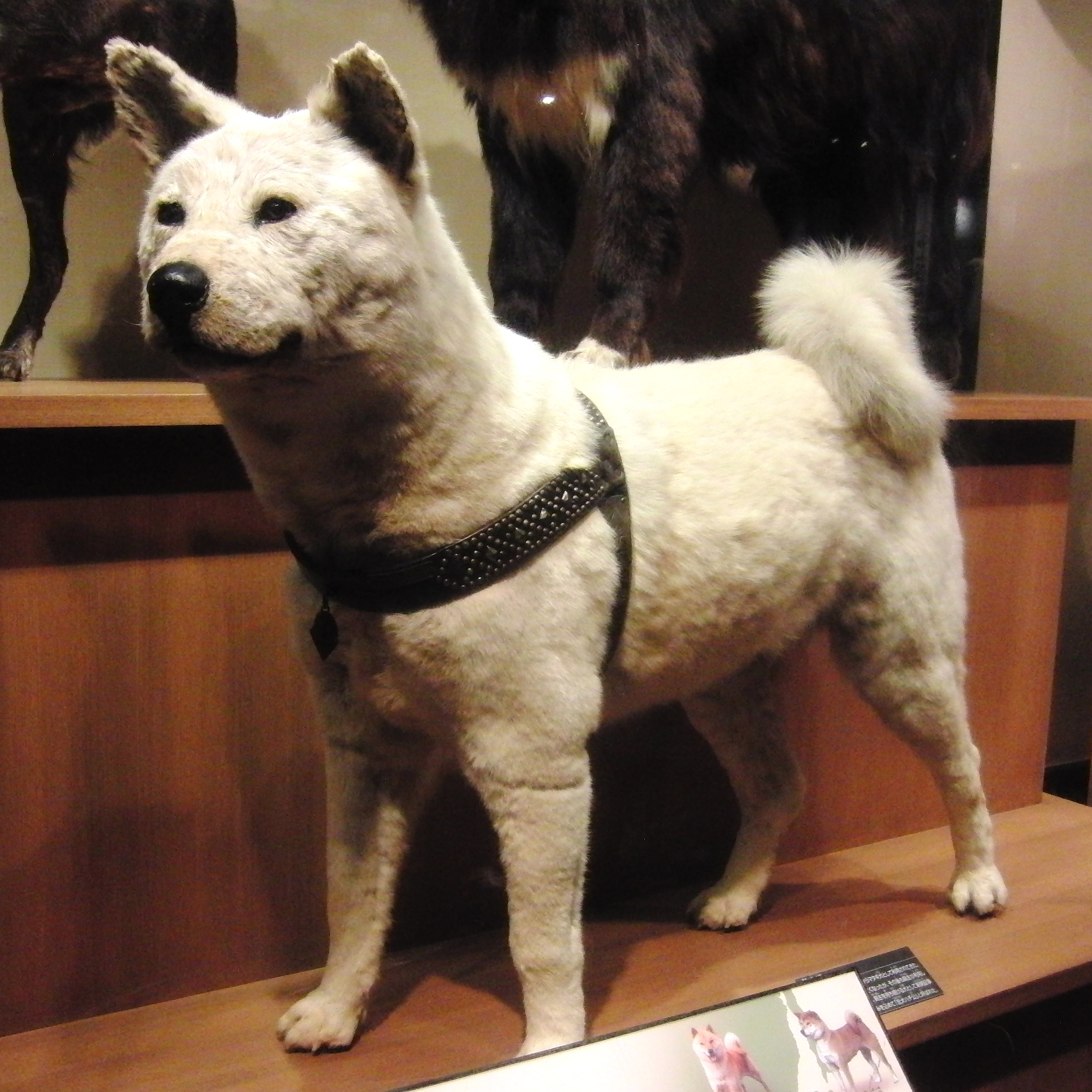
Vycpané tělo Hačika v Národním vědeckém muzeu v Tokiu

Hačikó (jap. ハチ公 10. listopadu 1923 – 8. března 1935), známý v Japonsku jako čúken Hačikó (jap. 忠犬 ハチ公 – věrný pes Hačikó), byl pes plemene Akita Inu. Narodil se na farmě nedaleko města Ódate v prefektuře Akita. Na Hačika se vzpomíná díky jeho oddanosti majiteli i mnoho let po jeho smrti.

## Život
V roce 1924 se majitelem Hačika stal Hidesaburó Ueno (jap. 上 野 英 三郎), profesor na Fakultě zemědělství Tokijské Univerzity. Hačikó denně doprovázel svého pána, když šel do práce a čekal na něj večer na vlakovém nádraží Šibuja. 21. května 1925 Ueno náhle zemřel na pracovišti. Hačika si vzali do péče profesorovi příbuzní, Hačikó však neustále utíkal a vracel se do profesorova domu. Péči o psa převzal profesorův zahradník, který znal Hačika už jako štěně. Hačikó každý večer odcházel na nádraží, doufaje, že se profesor konečně vrátí z práce domů. Hačikó čekal na svého mrtvého pána celkem 9 let.
Bývalý student profesora Uena uveřejnil několik článků o Hačikově pozoruhodné loajalitě. V roce 1932 jeden z těchto článků publikovaný v novinách Asahi šimbun způsobil celonárodní zájem o tohoto psa. Jeho věrnost památce pána dojímala obyvatele Japonska jako exemplární příklad oddanosti. Bronzová socha zobrazující Hačika stojí dodnes na vlakovém nádraží Šibuja v Tokiu, kde Hačikó věrně čekal na svého pána. Další Hačikova socha tentokrát i s jeho majitelem stojí před budovou Tokijské univerzity, kde pracoval jeho majitel Hidesaburó Ueno. Hačikův příběh způsobil po celé zemi zájem o plemeno Akita Inu.
Hačikó zemřel 8. března 1935. Jeho ostatky jsou uloženy v Národním vědeckém muzeu v Tokiu. O jeho životě vznikl v roce 1987 japonský film Věrný pes Čiko (Hačikó monogatari, režie Seidžiró Kójama). Lasse Hallström natočil v roce 2009 remake tohoto filmu, nazvaný Hačikó – příběh psa (Hachiko: A Dog's Story).

## Trivia
Jiný a v bývalém Československu zejména kvůli svému televiznímu zpracování známější příběh o japonském psu Goro – bílý pes pojednává o psu podobné, ale jiné rasy Kišú-inu.